# Hexagone
Pour les articles homonymes, voir Hexagone (homonymie).
Un hexagone, du grec ἕξ / héx, « six », et γωνία / gōnía, « angle », est un polygone à six sommets et six côtés. Un hexagone peut être régulier ou irrégulier.
Un hexagone régulier est un hexagone convexe dont les six côtés ont tous la même longueur. Les angles internes d'un hexagone régulier sont tous de 120°.
Comme les carrés et les triangles équilatéraux, les hexagones réguliers permettent un pavage régulier du plan. Les pavages carrés et hexagonaux sont notamment utilisés pour réaliser des dallages.
Parmi tous les pavages du plan, le pavage hexagonal (régulier) est celui dont la longueur totale des côtés est le plus petit. Cette propriété est à l'origine, dans la nature, de nombreuses dispositions (planes ou en section plane) comme les alvéoles d'abeilles ou la prismation (en) des orgues basaltiques et des sols polygonaux.

## Hexagone régulier
Un hexagone régulier est un hexagone convexe inscrit dans un cercle et dont tous les côtés ont la même longueur (et les angles la même mesure).

### Propriétés générales

#### Relations métriques dans l'hexagone régulier

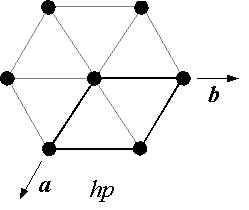
Maille hexagonale que l'on peut rencontrer dans un cristal bidimensionnel avec réflexion par rapport à une droite et rotations d'ordre 6 autour d'un point. L'hexagone est ainsi composé de six triangles équilatéraux.

L'hexagone régulier peut se décomposer en six triangles équilatéraux, ce qui lui confère les propriétés suivantes.
Considérons les dimensions caractéristiques suivantes de l'hexagone régulier :
1. longueur d'un côté : a ;
2. distance du centre aux sommets, et rayon du cercle circonscrit : rc ;
3. apothème : distance du centre aux côtés, et rayon du cercle inscrit  : {\displaystyle h=r_{\mathrm {i} }}.

Nous avons les relations suivantes :
{\displaystyle r_{\mathrm {c} }=a}
{\displaystyle r_{\mathrm {i} }=h}
{\displaystyle r_{\mathrm {i} }={\frac {\sqrt {3}}{2}}r_{\mathrm {c} }\iff r_{\mathrm {c} }=r_{\mathrm {i} }{\frac {2}{\sqrt {3}}}}

#### Calcul de l'aire
L'aire d'un hexagone régulier de côté a est
{\displaystyle A={\frac {3{\sqrt {3}}}{2}}a^{2}.}
L'aire d'un hexagone régulier dont le cercle inscrit a pour rayon ri est
{\displaystyle A=2{\sqrt {3}}\,r_{\mathrm {i} }^{2}.}

### Construction d'un hexagone régulier
Un hexagone régulier est constructible car il vérifie le théorème de Gauss-Wantzel : 6 est le produit de 2 (en effet, 2 est puissance de 2) et de 3 (3 est un nombre de Fermat).
Il est possible de construire un hexagone régulier avec un compas et une règle, en suivant la méthode des Éléments d'Euclide, qui consiste à construire 6 triangles équilatéraux :
| | |
| - Image animée de gauche : un hexagone régulier inscrit dans un cercle. Ce polygone régulier est dessiné au moyen d'un compas, une règle et d'un crayon de papier. | - On construit un cercle C de centre O et de diamètre [AD]; - Puis, on trace un arc de cercle de centre A et de rayon [AO]: l'arc de cercle coupe le cercle C en B et en F; (3) - Les diamètres de C passant par B et par F coupent le cercle en C et en E; (4 - 5) - En joignant les points du cercle A, B, C, D, E et F, on obtient un hexagone régulier. (6 - 11) |

### Symétries

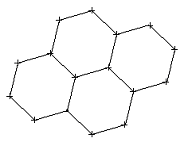
Pavage hexagonal.

Un hexagone possède six axes de symétrie : trois axes de symétrie passant par les sommets opposés et le centre, trois axes de symétrie passant par les points milieux des côtés opposés et le centre.

#### Pavages
L'hexagone régulier permet de créer un pavage périodique.

##### Dans la nature
- Il existe de nombreuses molécules et atomes qui prennent une forme hexagonale grâce à leurs liaisons covalentes :
  - En chimie, l'hexagone est le représentant d'un alcane cyclique : le cyclohexane.
  - Dans la nature, un autre élément fréquent à forme hexagonale est le flocon de neige. Les molécules d'eau qui les composent imposent des angles réguliers à ses cristaux.
- Et à plus grande échelle macroscopique, cette forme est aussi visible dans notre environnement :
  - En géologie, les fentes de dessiccation et les coulées de lave refroidies prennent cette même configuration géométrique sous forme de colonnes basaltiques. La Chaussée des Géants en Irlande du Nord est un très bel exemple de ce type de refroidissement optimal d'une coulée basaltique en fusion.
  - Des bulles de savon s'organisent toutes en hexagones lorsqu'il y en a de trop dans un espace fermé. Elles prennent alors la forme d'hexagone, qui correspond ici à un optimum isopérimétrique.

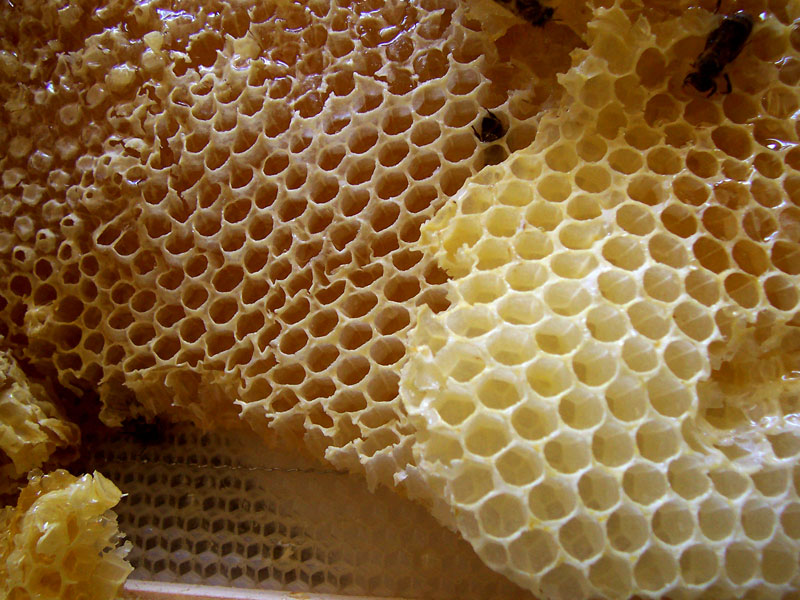
Les ruches des abeilles étaient aussi bien mesurées il y a mille ans qu'aujourd'hui, et chacune d'elles forme cet hexagone aussi exactement la première fois que la dernière. Blaise Pascal dansPréface pour un traité du vide (1651).

  -  « Les ruches des abeilles étaient aussi bien mesurées il y a mille ans qu'aujourd'hui, et chacune d'elles forme cet hexagone aussi exactement la première fois que la dernière. » Blaise Pascal dansPréface pour un traité du vide (1651).Les alvéoles d'abeille, construites afin de stocker le miel et le pollen ou les œufs et les larves, sont des prismes juxtaposés d’axes horizontaux qui constituent le gâteau de cire. Ce gâteau de cire est ainsi formé de deux séries d’alvéoles hexagonaux se rejoignant en leur base. L'hexagone apparaît comme une figure optimale, pour l'abeille. Non seulement elle permet de paver le plan, mais, de plus, elle correspond à un optimum isopérimétrique, c'est-à-dire que parmi les figures régulières qui permettent de paver l'espace, l'hexagone correspond à la plus grande surface possible pour un périmètre donné. Aucune autre figure permettant de paver l'espace n'utilise moins de cire que celle adoptée par les abeilles. Cette remarque est initialement l'œuvre de Pappus d'Alexandrie, un géomètre grec de l'antiquité. Cependant, en 2013, le professeur Bhushan Lal Karihaloo (en), confirmant une proposition initiale de Darwin, a montré que le travail incessant des ouvrières chauffe les gâteaux de cire alvéolaires circulaires à une température de 45 °C, la viscoélasticité permettant ainsi, par simple compression des alvéoles entre elles, de passer d'une forme circulaire à une forme hexagonale (voir l'article détaillé Alvéole d'abeille).
  - La jonquille possède 6 pétales soudés en tube hexagonal autour de l'ovaire. En effet, c'est ici aussi la plus grande surface possible pour attirer les insectes en son sein.
  - Dans la dynamique des fluides, les flux en rotation produisent des structures instables, telles que des vortex. Ils sont à l'origine des tornades, mais aussi des courants et autres écoulements. La figure géométrique ainsi observable est appelée « seau de Newton » ou tout simplement un hexagone.
  - Au niveau de la région boréale du pôle Nord de Saturne, la sonde spatiale Cassini (2006 à 2013) et Voyager (1980) ont observé à 78 degrés de latitude nord une structure hexagonale. Elle a été observée depuis un point situé à 902 000 km au-dessus des nuages et est particulièrement persistante.
  - Les cellules de grille (grid cell) du cortex entorhinal médial des mammifères présentent un motif hexagonal afin de représenter l'espace, participant ainsi à la mémoire et à la représentation spatiale.

##### Technologie

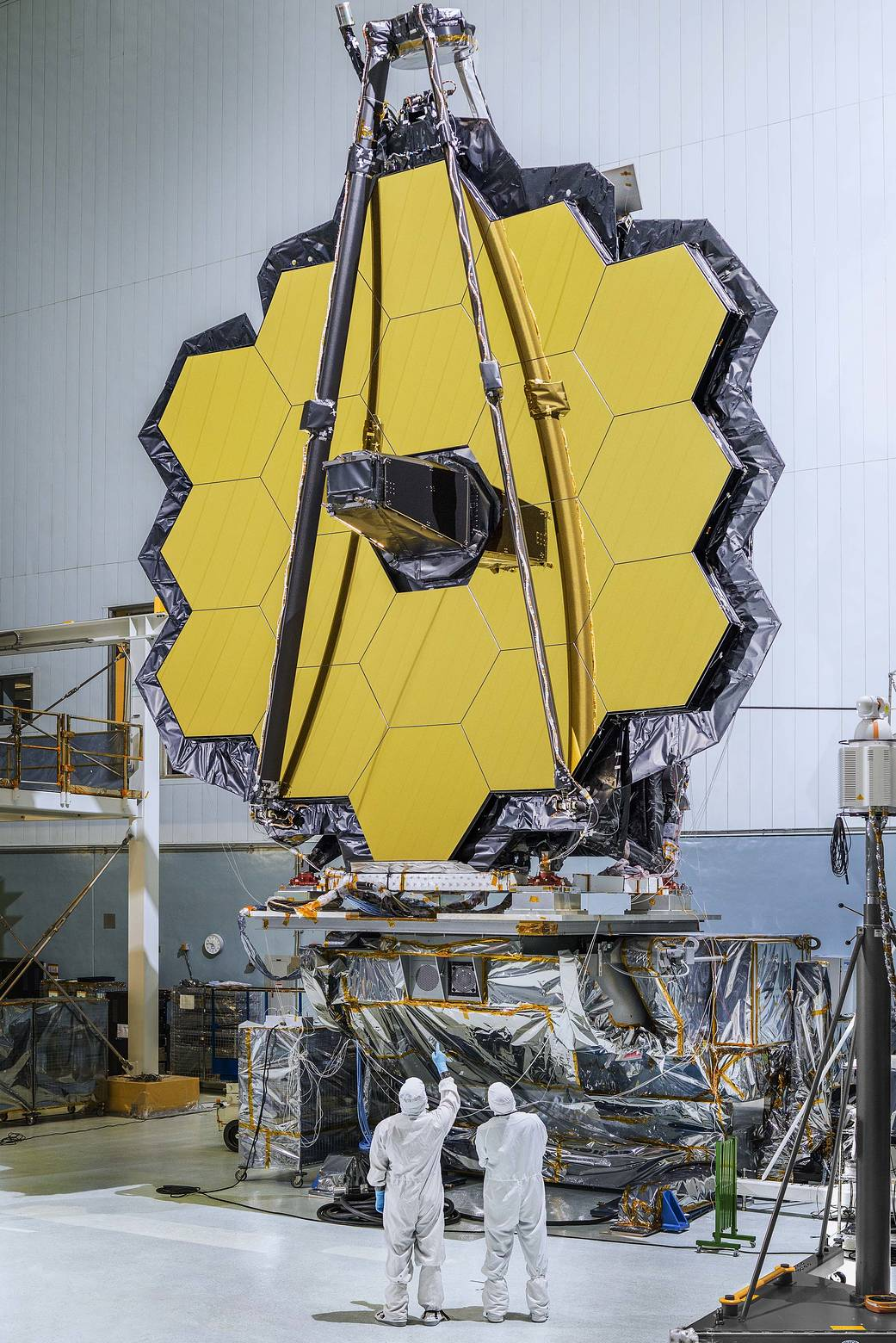
Le télescope spatial James Webb et son miroir principal constitué de 18 hexagones de 1.3 m chacun.

Le miroir principal du télescope spatial James Webb est constitué de 18 hexagones qui peuvent s'ajuster avec une grande précision.

### Unicode
| Code   | Caractère |
| ------ | --------- |
| U+2B21 | ⬡         |
| U+2B22 | ⬢         |
| U+2B23 | ⬣         |

## Hexagone irrégulier
Tout hexagone qui n'est pas un hexagone régulier est dit irrégulier. Ce type d’hexagone peut prendre les formes suivantes :

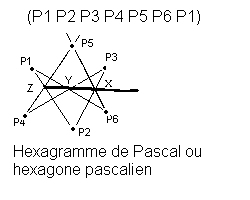
Hexagramme de Pascal

|                 |                  |                  |
| Hexagone croisé | Hexagone convexe | Hexagone concave |

| Sommets | Côtés | Diagonales |
| 6       | 6     | 9          |

### L'hexagramme de Pascal
Un hexagramme de Pascal est un hexagone irrégulier très particulier. Il est tel que les côtés opposés se coupent en trois points alignés. Cette configuration, inventée par Blaise Pascal, est très utile pour l'étude des ellipses, hyperboles, paraboles, cercles.

### Autres
- De par sa forme grossièrement hexagonale, la France métropolitaine est souvent appelée « l'Hexagone ».
- Au cours du XVIIe siècle, suivant un idéal architectural issu de la Renaissance[2], des villes de Sicile comme Avola ou Grammichele détruites par un tremblement de terre en 1693, furent reconstruites en suivant un plan hexagonal.
- Par l'intermédiaire du pavage hexagonal et des mouvements simples qu'il permet, l'hexagone est à la base de certains plateaux de jeu comme les dames chinoises ou le jeu de hex ; c'est une figure très répandue dans les jeux de guerre et de stratégie.

## Illustrations

Construction d'un hexagone régulier
Illustration d'un calcul approximatif de polygones dans un cercle, dont un hexagone (en orange)
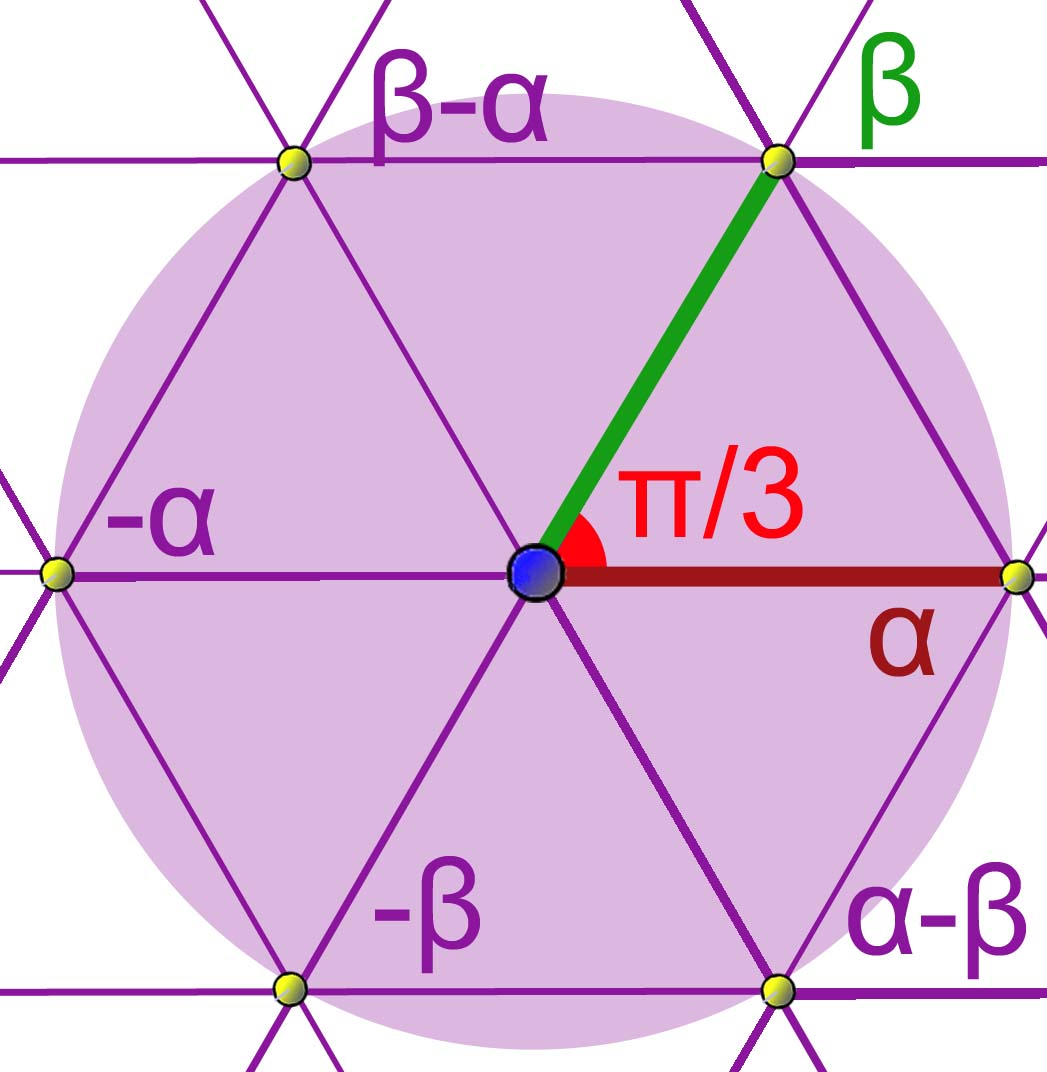
Un exemple de réseau (géométrie) d'un espace (vectoriel) euclidien en dimension 2. Celui traité par l'illustration possède une symétrie hexagonale.
Un exemple de pavage hexagonal bitronqué selon une construction de Wythoff
Un des apothèmes d'un hexagone qui relie les milieux de ses côtés à son centre.
Polygone réguliers en étoile (clic image pour agrandir). Parmi les polygones, l’hexagone régulier n6 (à 6 côtés égaux) est situé en haut de la 4e colonne.
Le prisme hexagonal est un prisme droit de base un hexagone régulier.
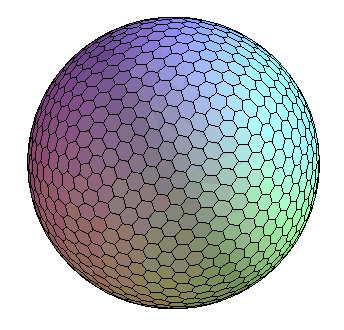
Géométrie sphérique : Boule à pavés hexagonaux illustrant en géométrie, une façon de mettre les polyèdres en dualité. Un polyèdre associé à un ou plusieurs autres, est dit dual d'un polyèdre.
Géométrie architecturale : Géode ou sphère en nid d'abeille. Certaines coupoles, et certains dôme du type dômes géodésiques s'inspirent des qualités de la forme hexagonale et de son pavage.

Animation du jeu de la vie sous forme d'une structure oscillante sur une grille hexagonale : propagation dans un écosystème.
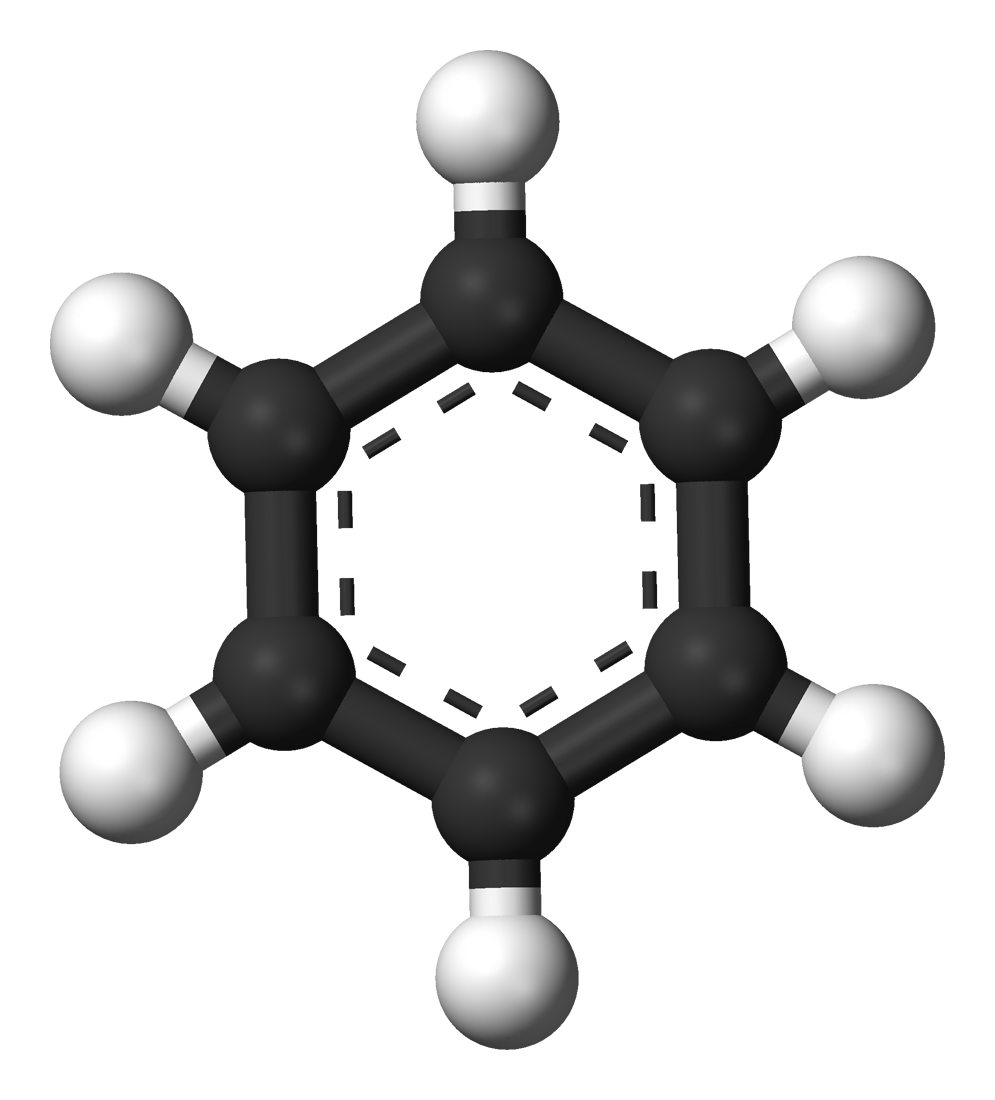
Présentation d'une molécule de benzène (formule C6H6) qui est composée de 6 atomes de carbone (internes) et 6 atomes d'hydrogène (externes).
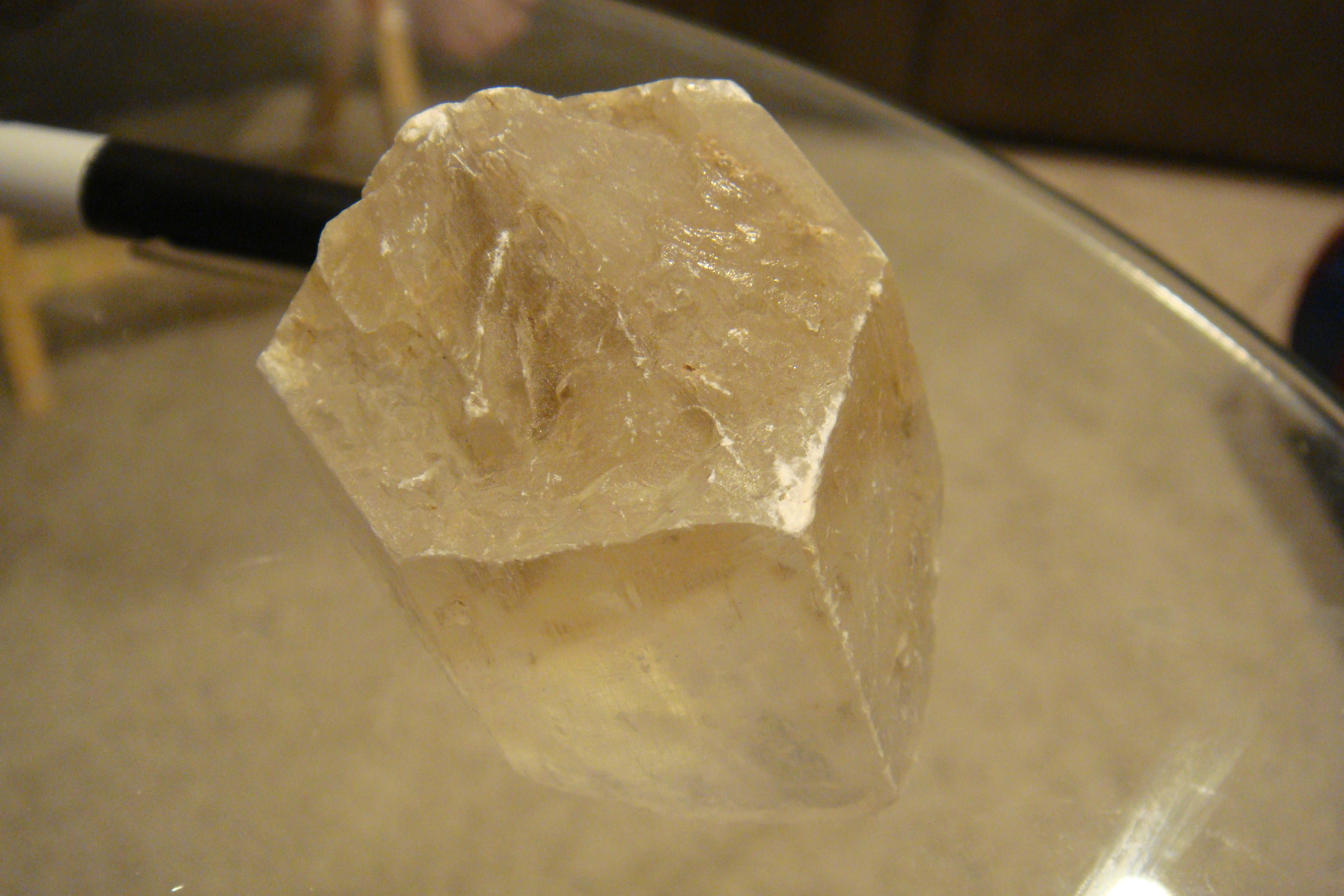
Un cristal naturel de hanksite (roche sédimentaire lacustre) provenant du lac Searles dans le désert des Mojaves.
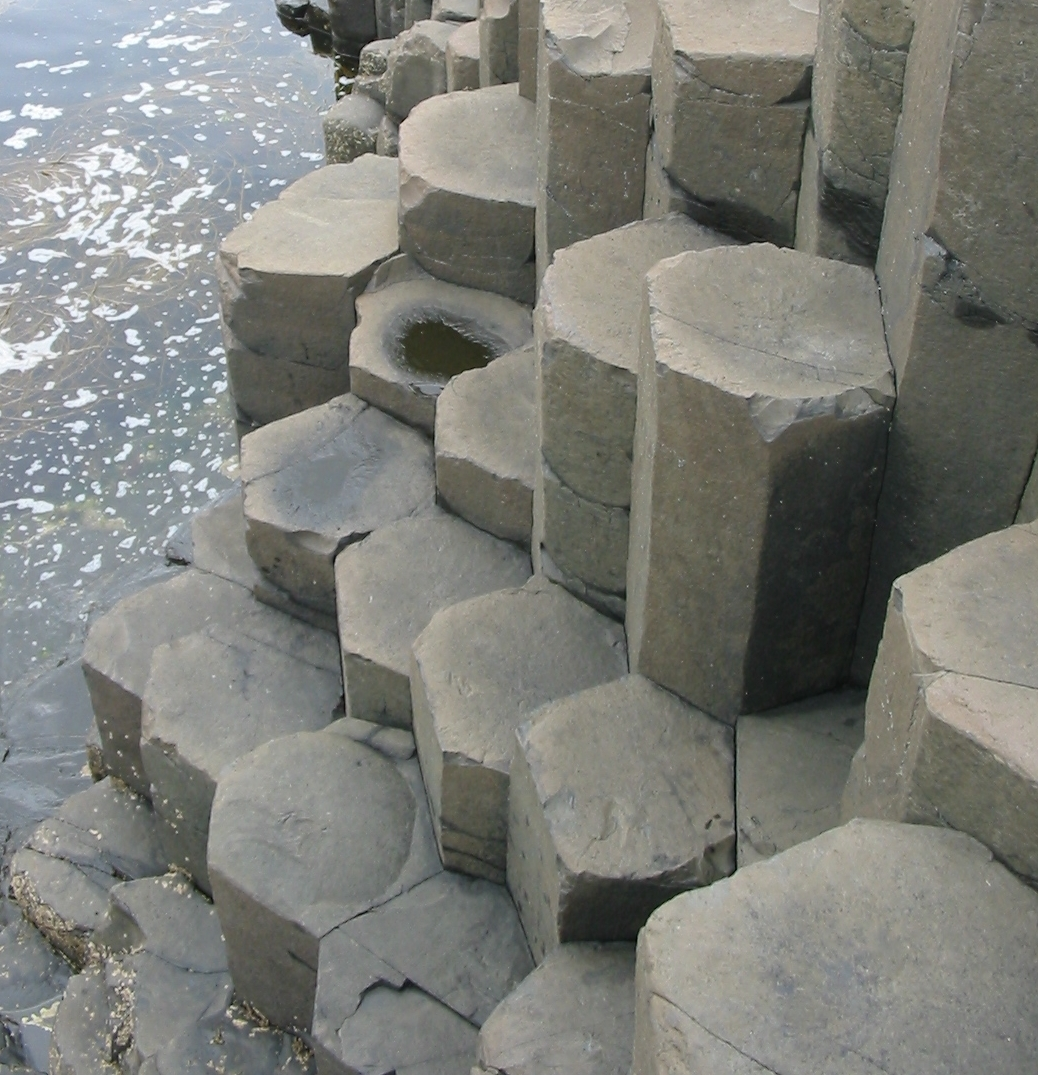
Les orgues basaltiques (ici : à la Chaussée des Géants) sont des formations géologiques de blocs hexagonaux de basalte.
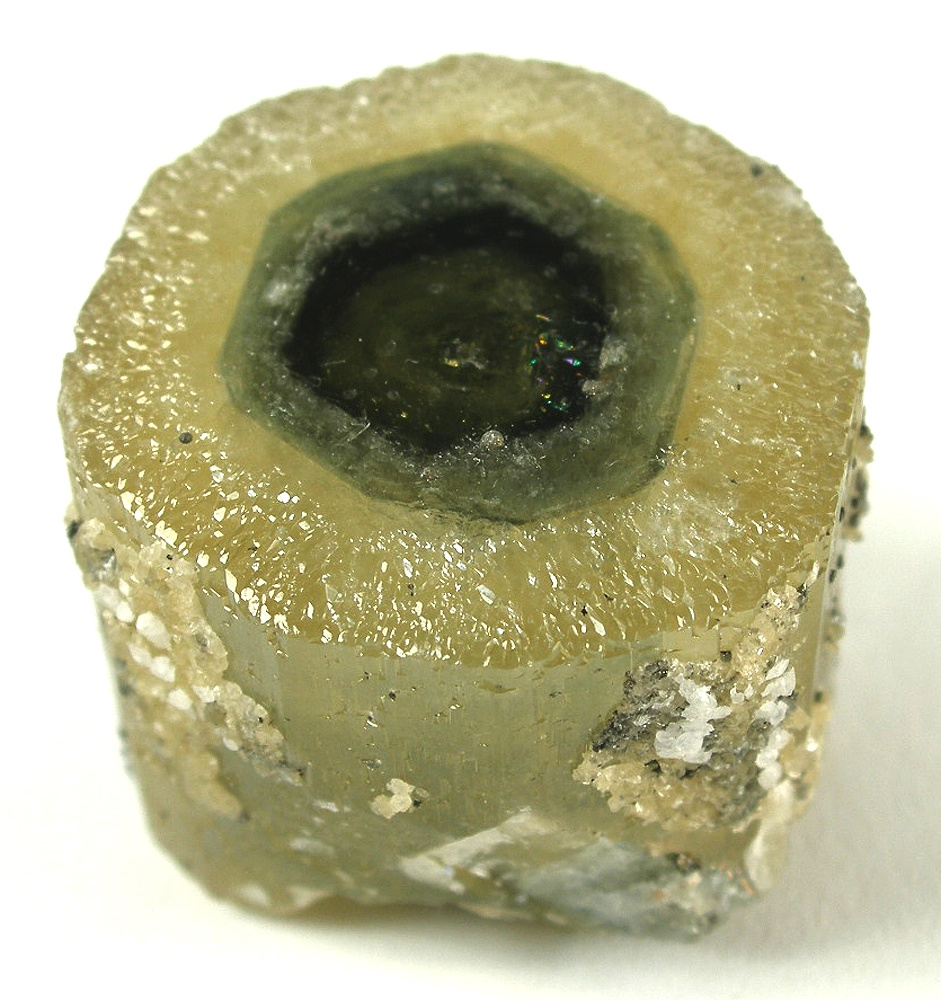
Un cristal naturel d'apatite.
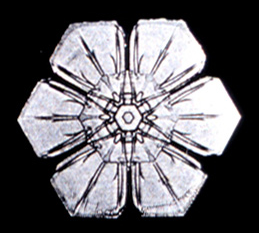
Flocon de neige, de symétrie hexagonale. Il s'est formé sans contrainte spatiale pendant sa croissance. Il est donc dit automorphe : sans contact avec un autre flocon, il a développé un cristal de forme hexagonale et maclée.
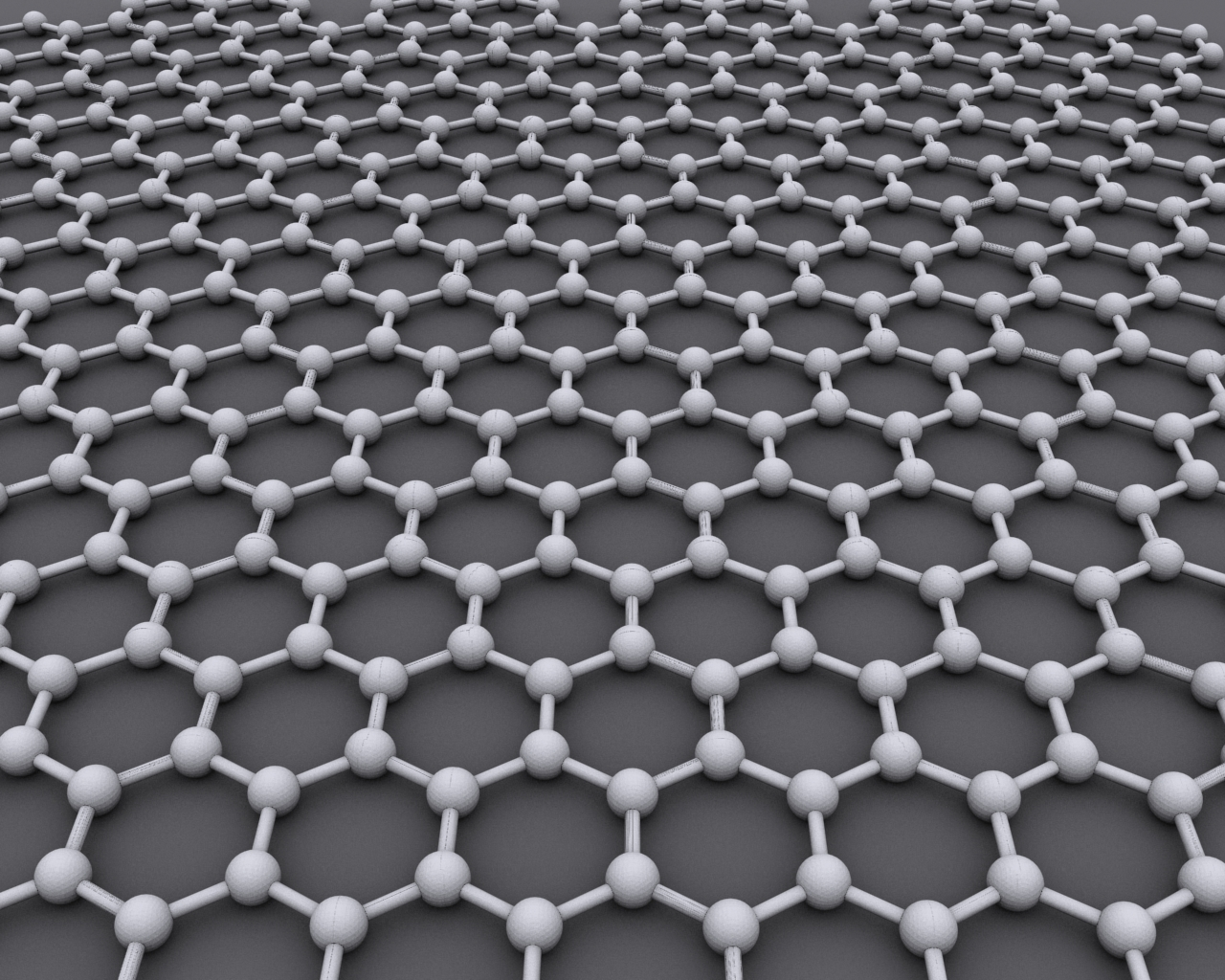
Structure cristalline idéale du graphène en grille hexagonale. Le graphène est un cristal bidimensionnel (monoplan) de carbone natif à température et pression ordinaires, dont l'empilement constitue le graphite. Il est dans les sédiments ou peut aussi se former à partir du charbon organique, du magma ou par réduction des carbonates.
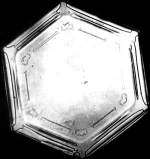
Cristal de glace hexagonal : sur ce modèle sont fabriquées des briques de verre translucides.
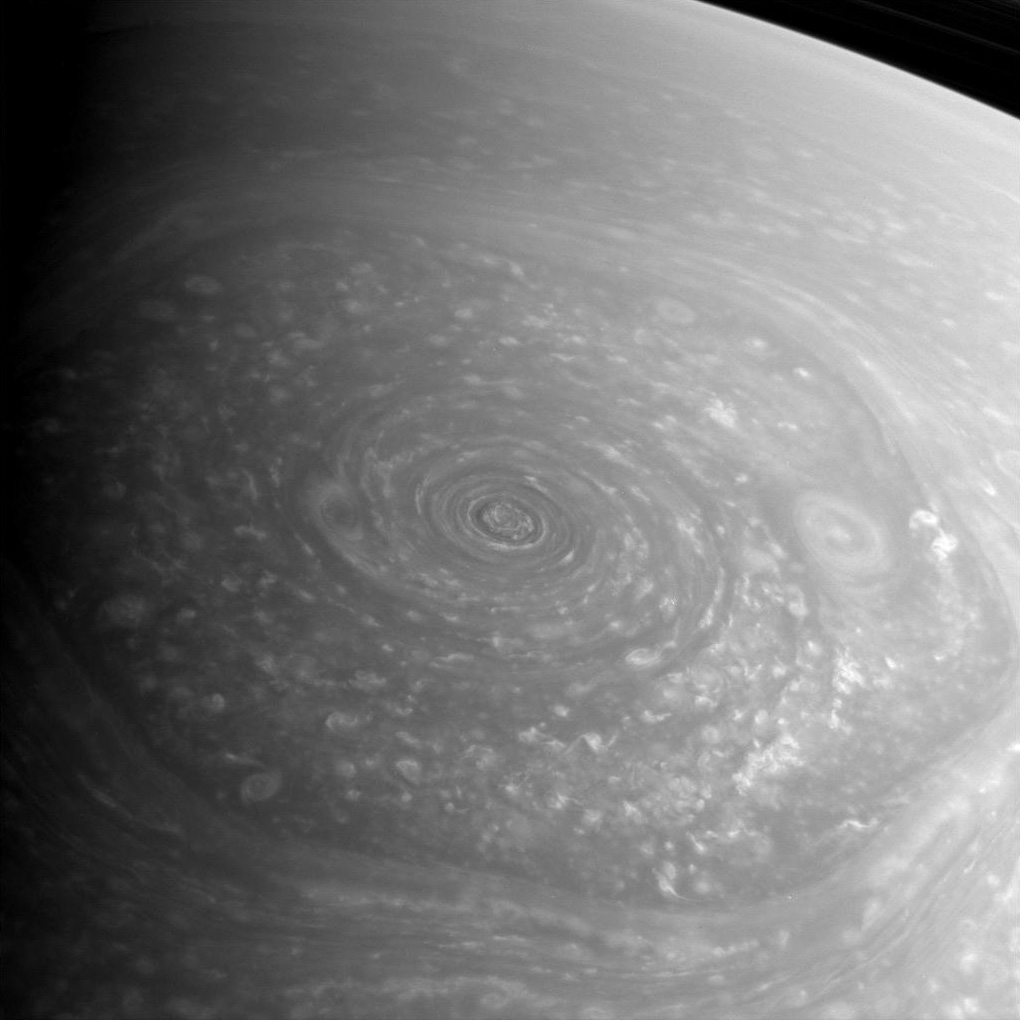
L'hexagone de Saturne. C'est un phénomène météorologique persistant au pôle Nord de Saturne.
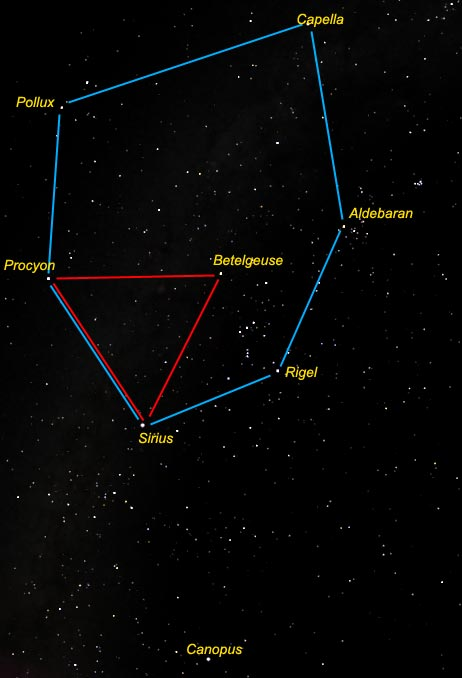
Dans le ciel nocturne hivernal, les étoiles de l'hexagone d'hiver (ou polygone d'hiver) forment un vaste motif polygonal irrégulier dans l’hémisphère nord terrestre (à noter en rouge : le triangle d'hiver).
On surnomme la France : « l'Hexagone » car le dessin de ses frontières métropolitaines rappelle la forme d'un hexagone (animation : France administrative et reliefs).

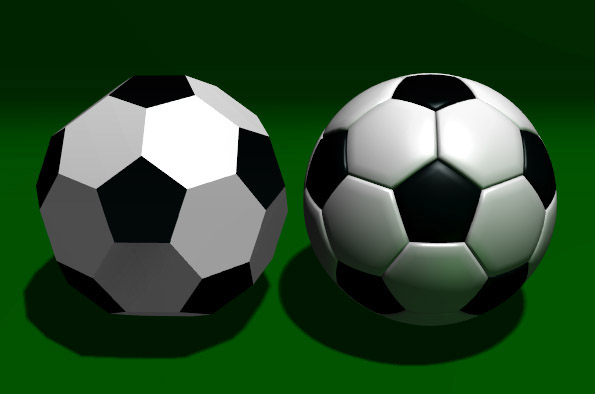
Icosaèdre tronqué et ballon de football.
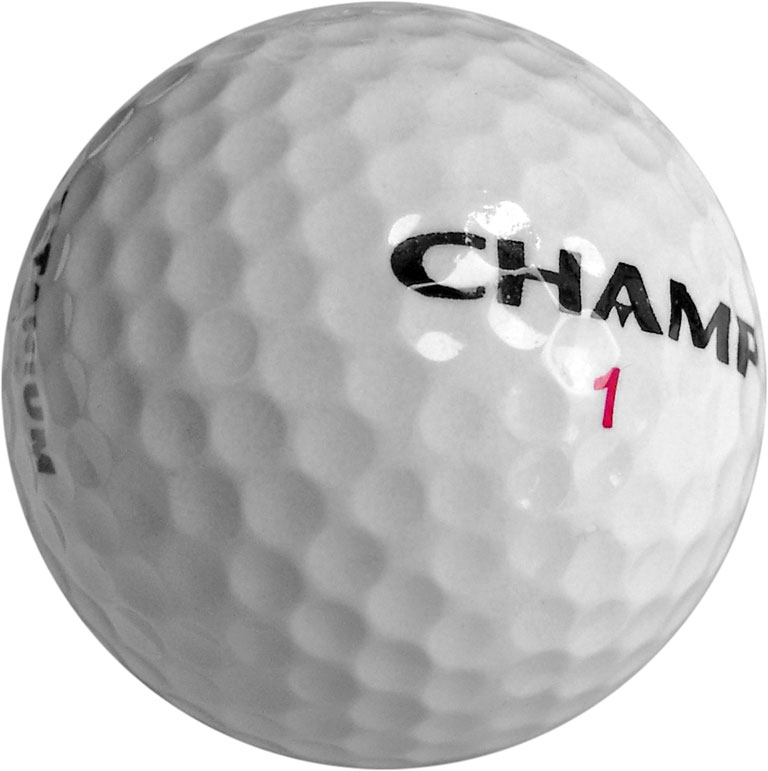
Une balle de golf ronde composée d'alvéoles hexagonale pour une meilleure portance dans l'air.
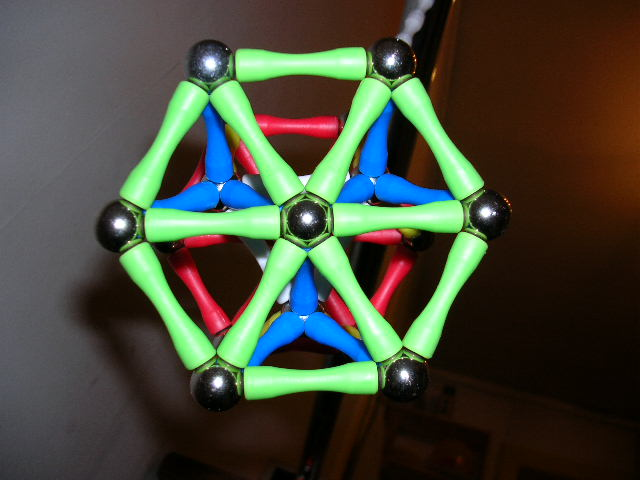
Construction d'une structure hexagonale à l'image d'un système cristallin.
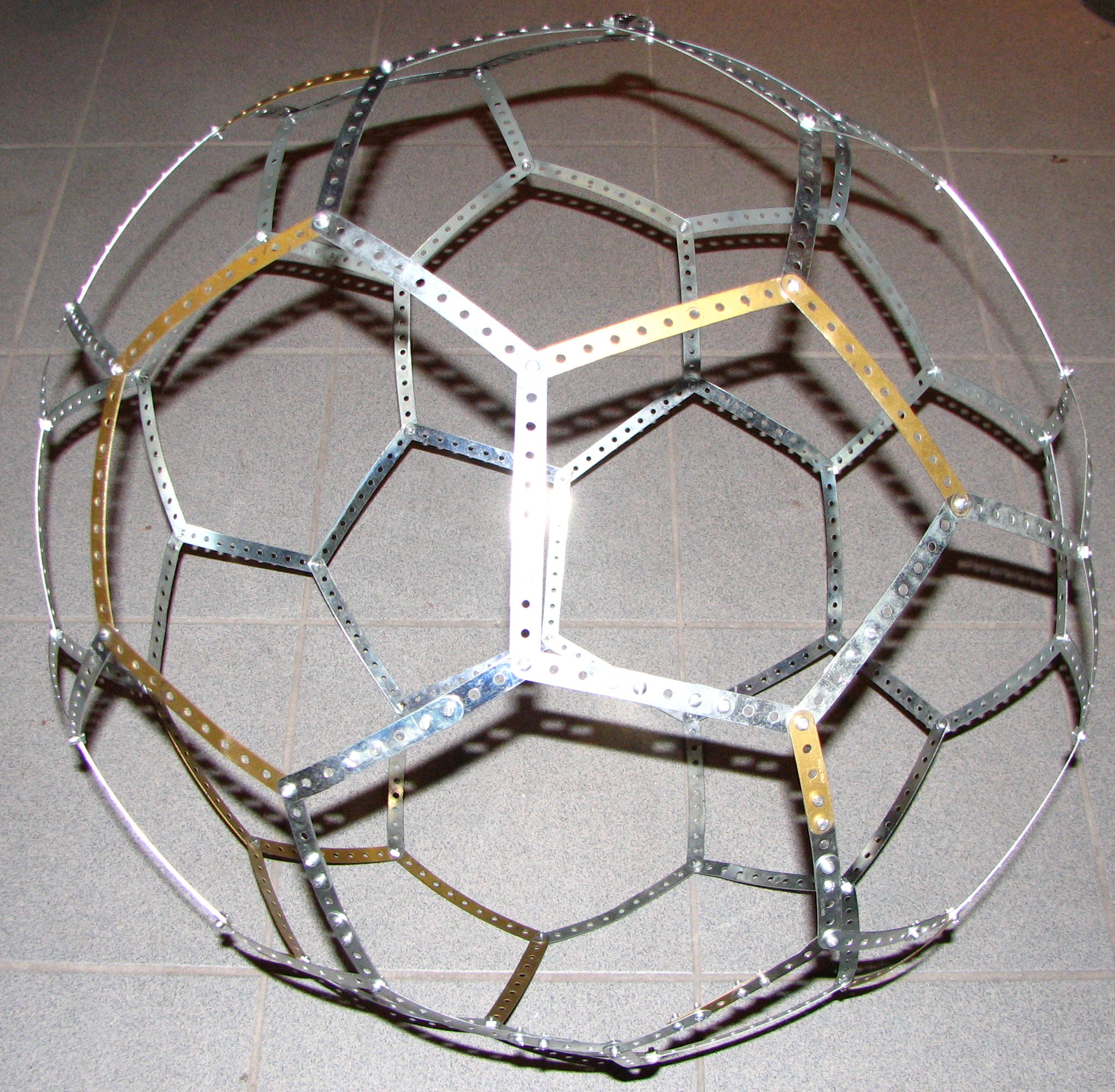
Sphère formée de barres de métal (légèrement courbes) selon le principe du jeu de construction Meccano.
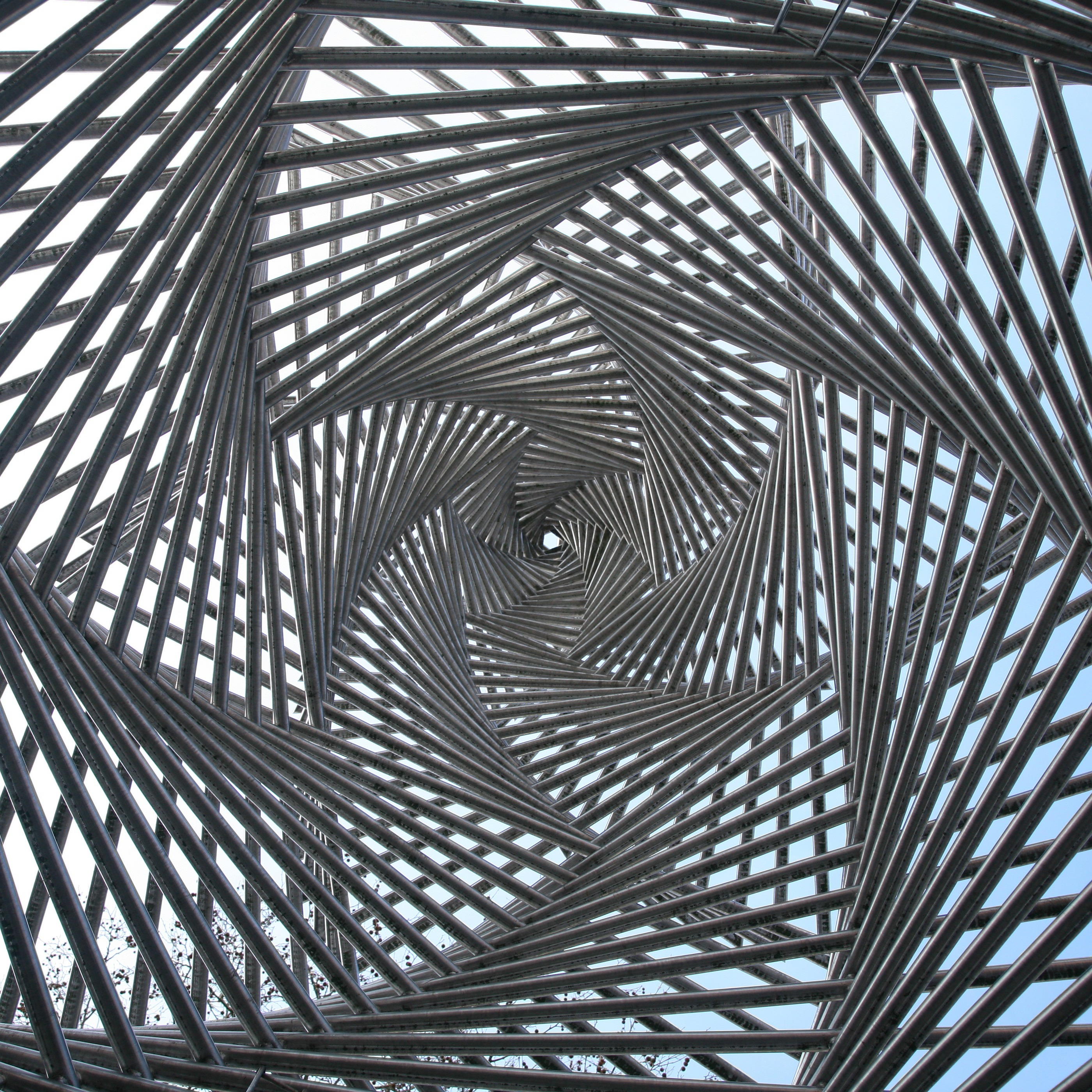
Structure interne hexagonale du Mémorial de la synagogue où apparaît l’étoile de David. Synagogue brûlée en 1938 durant la nuit de Cristal, sur la Platz der Synagoge à Göttingen (Allemagne).
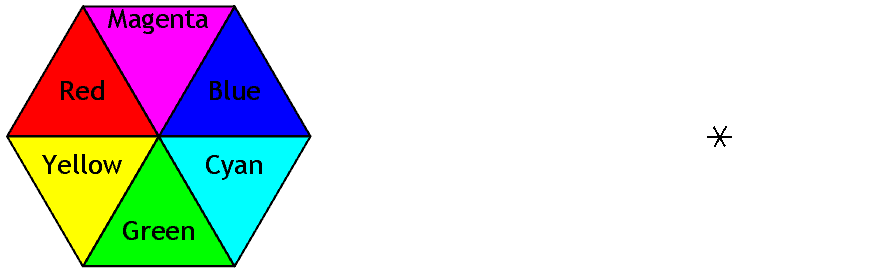
Illusion d'optique créant un hexagone des couleurs : Agrandir l'image et fixer du regard pendant 5 secondes le centre de l'hexagone coloré, puis fixer l'étoile noire (à droite). Votre cerveau fera apparaître un polygone de couleurs complémentaires.
Sur ce schéma, en haut le miroir hexagonal pivotant d'un scanner informatique (numériseur de document)
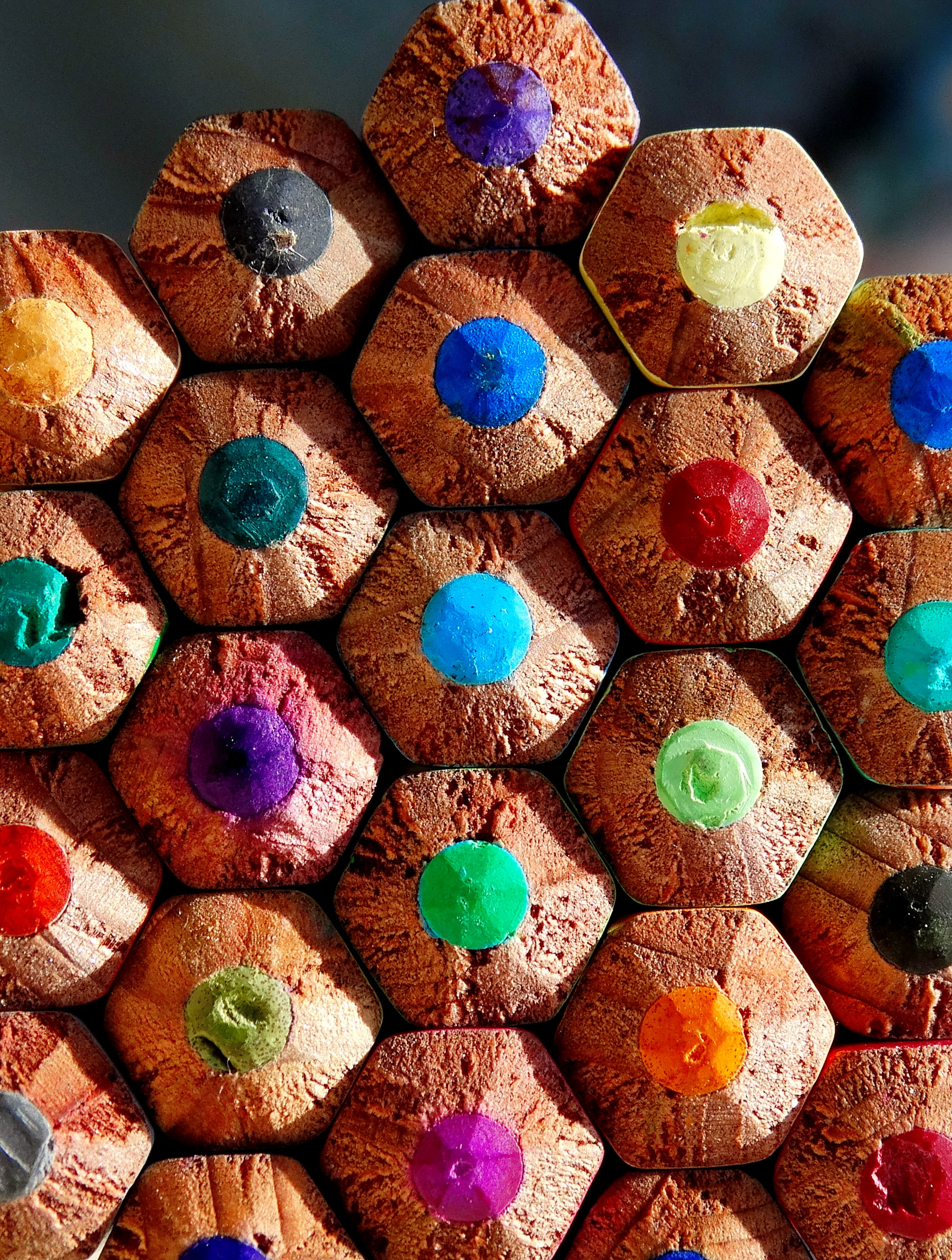
Le crayon a eu une forme hexagonale dès le XIXe siècle pour une meilleure prise en main et un rangement en boîte plus facile. On doit à Ebenezer Wood le premier usage de la scie circulaire et le façonnage hexagonal des crayons.
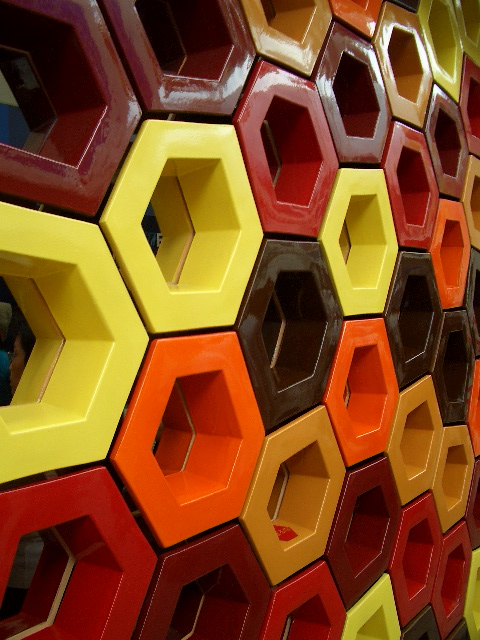
Cloison de l'architecte Foa sur le pavillon Expo2005 de l'Espagne, à Aichi, au Japon. À noter que dans les caves à vin, certains casiers à bouteilles ont cette forme.
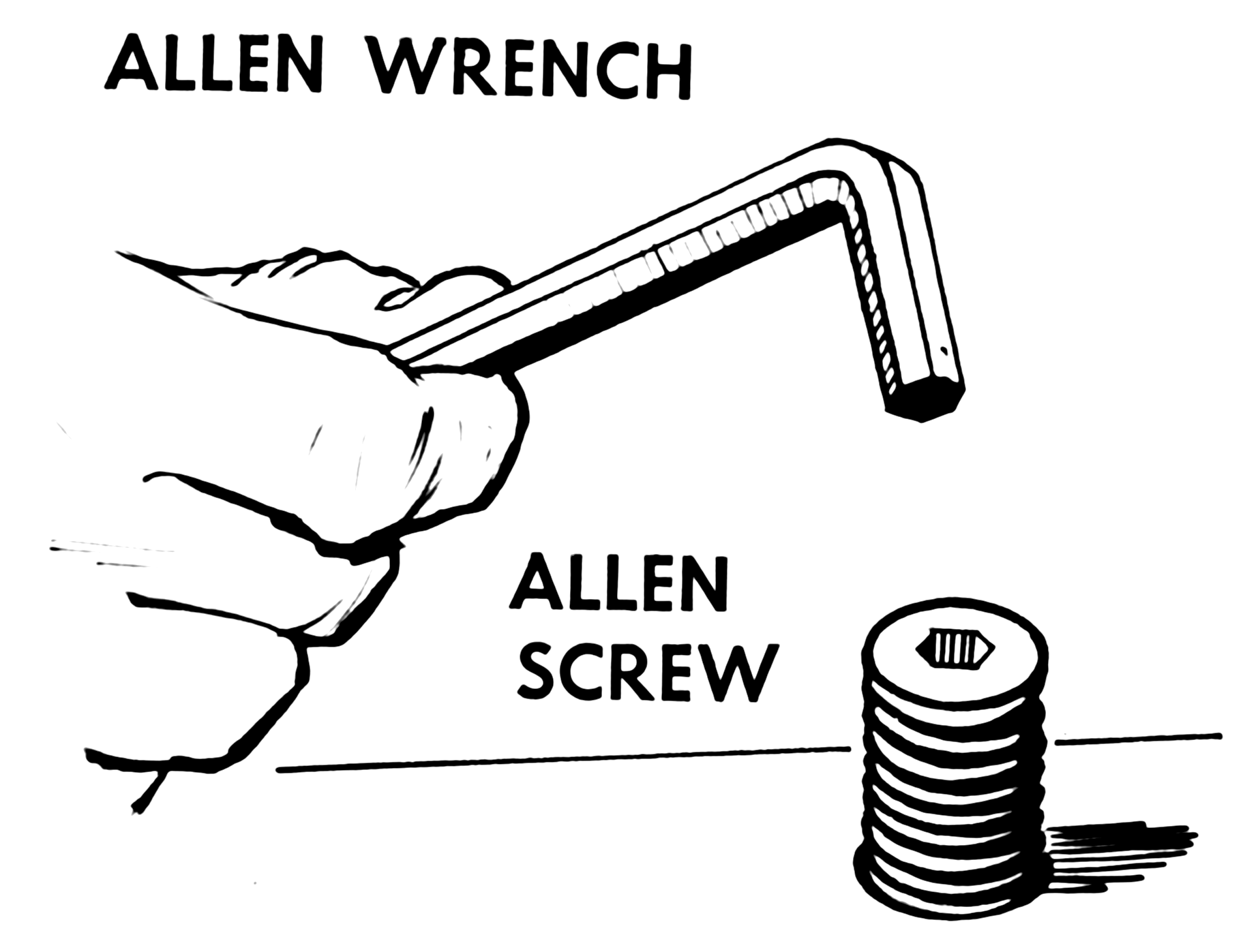
La clé Allen ou clé pour vis de fixation à six pans creux est un outil utilisé pour la manœuvre des vis, des têtes de boulons ou autre pièce possédant une empreinte hexagonale creuse à six pans creux.
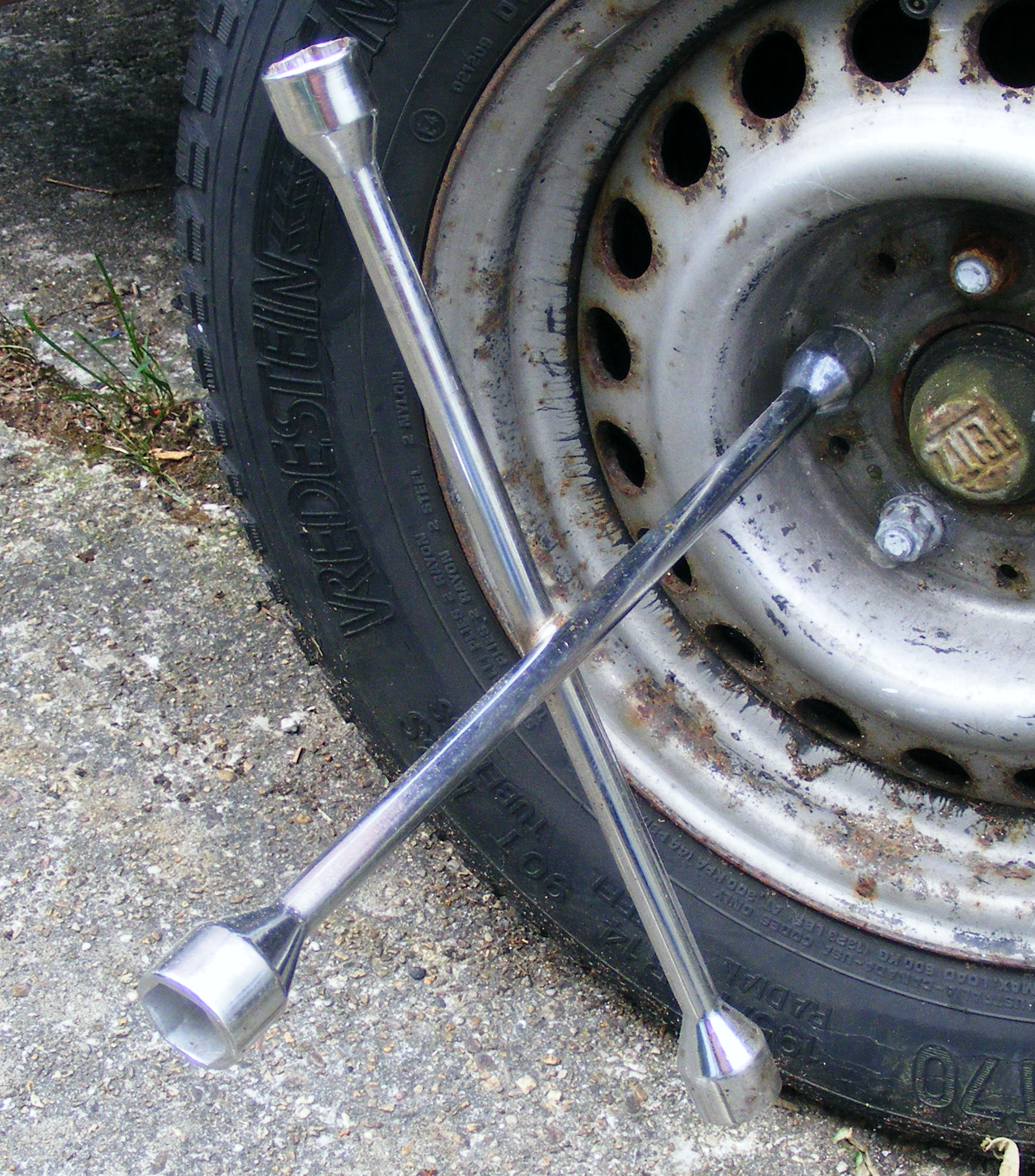
La clé en croix sert à serrer et desserrer les boulons à tête hexagonale des roues des véhicules modernes.
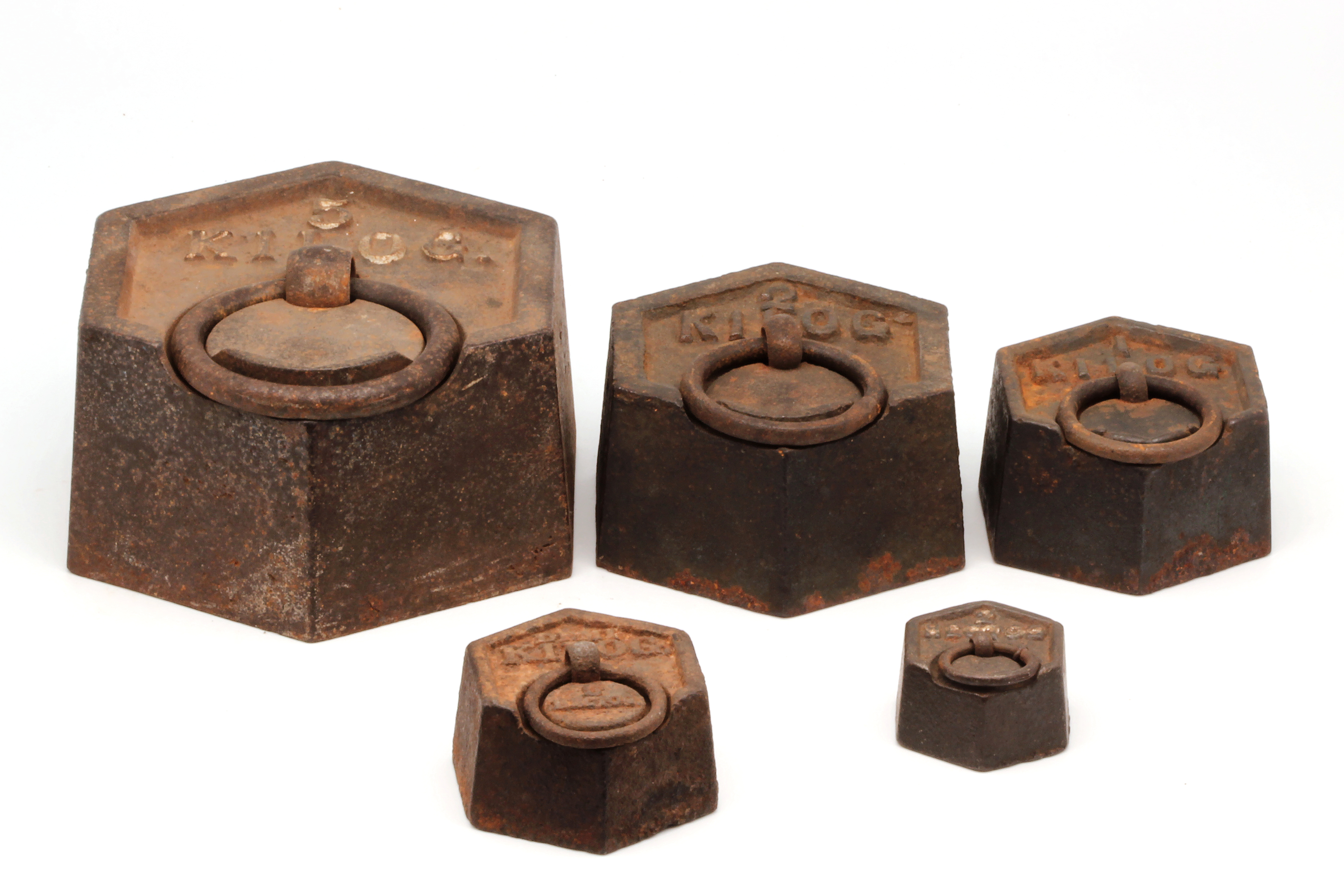
Photographie de cinq poids en fonte de 5 kg à 200 g (Agrandir et poser le curseur de la souris sur chaque poids pour lire les infos)
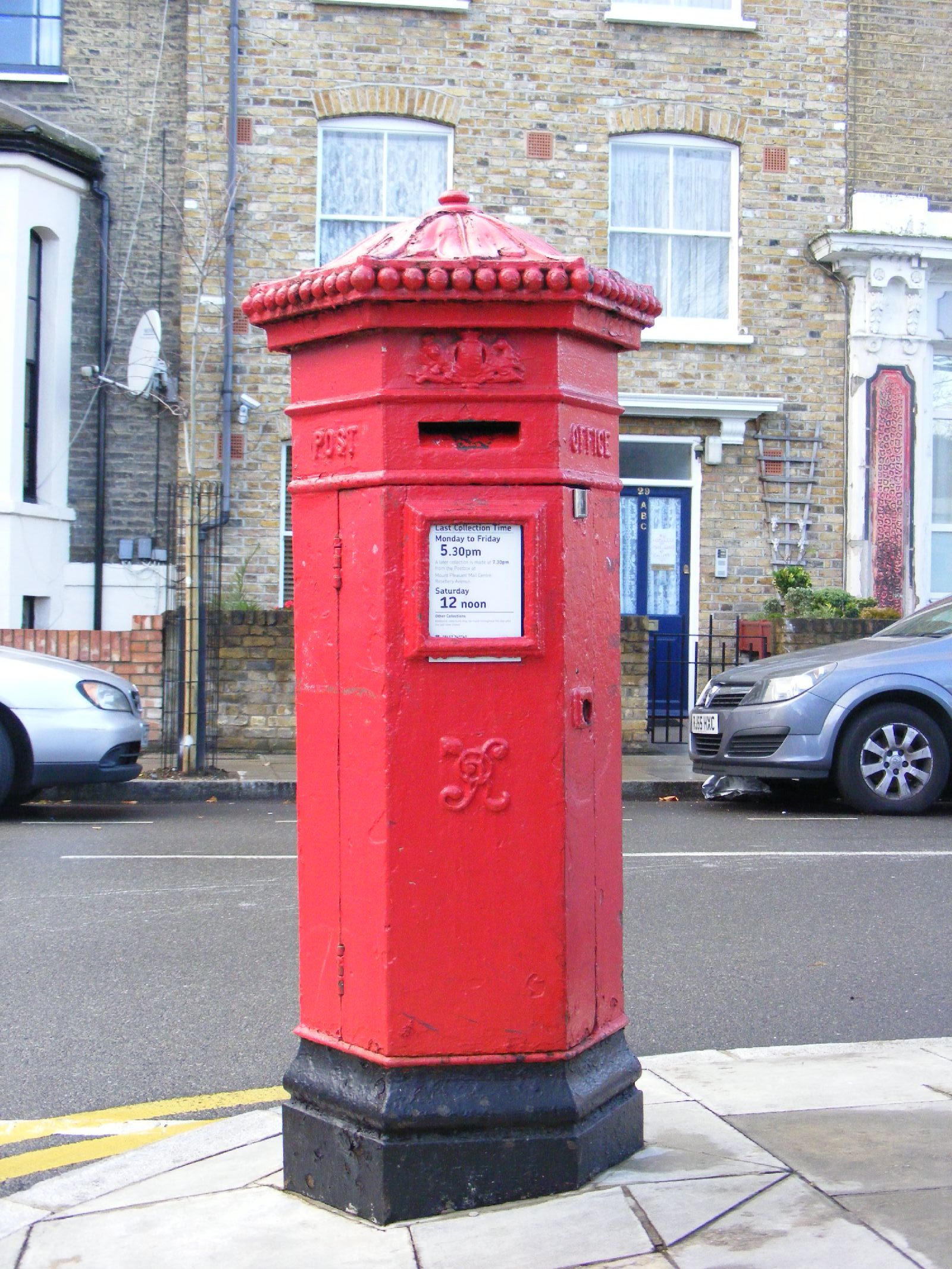
Une boîte aux lettres britannique de 1872 à Bristol
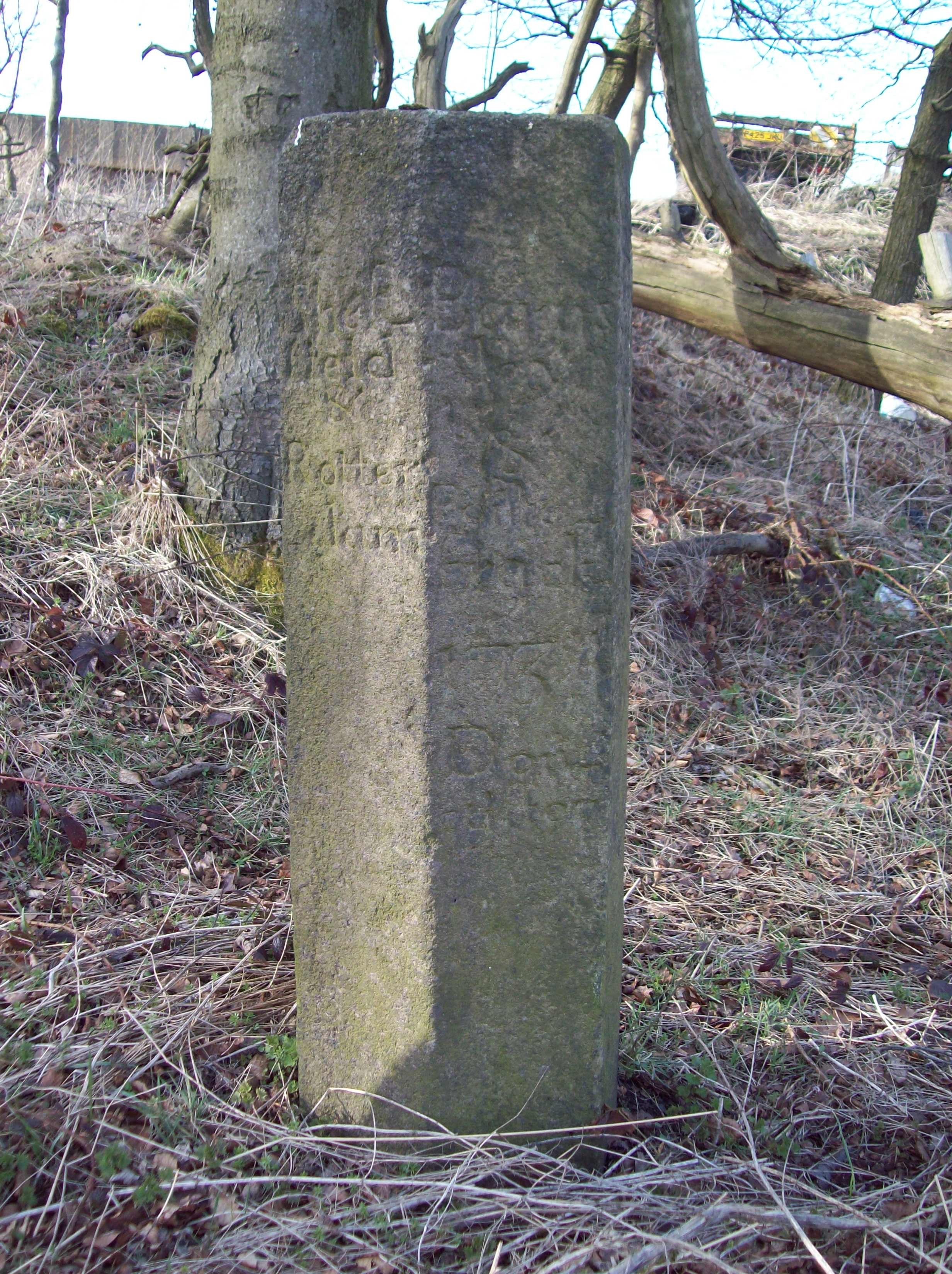
Une borne géographique en pierre hexagonale datant de l'an 1734
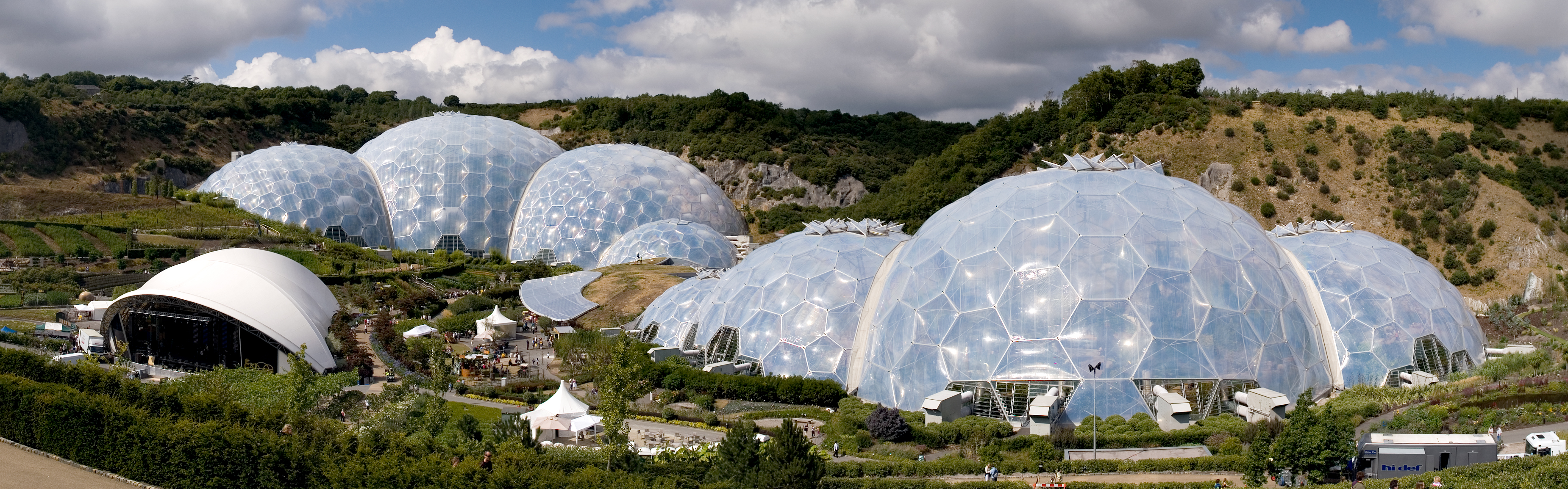
Vue panoramique des structures en dômes géodésiques de l'Eden Project à St Austell, dans les Cornouailles.
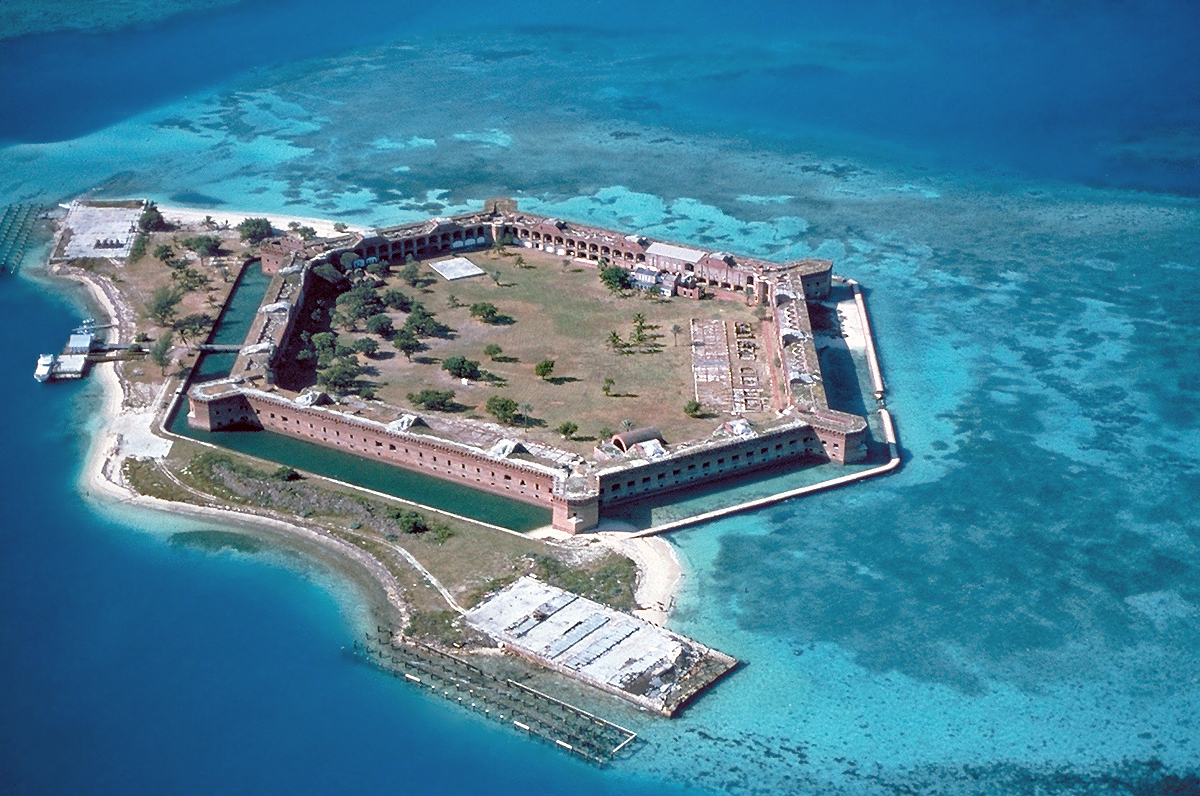
Le parc national de Dry Tortugas abrite les îles de Dry Tortugas, dans l'archipel des Keys (Floride) ainsi qu'une construction humaine hexagonale: le fort Jefferson
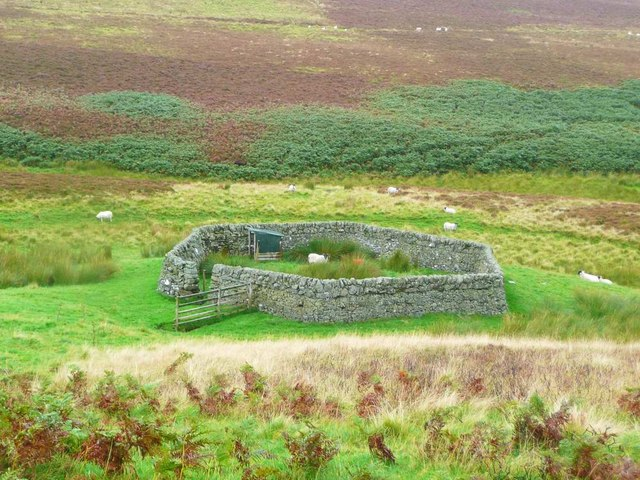
En Écosse, un parc à moutons de forme hexagonale et bâti en pierres sèches. Les murs des cabanes en pierre sèche sont construites sur le même principe d'assemblage et emboitage à sec.
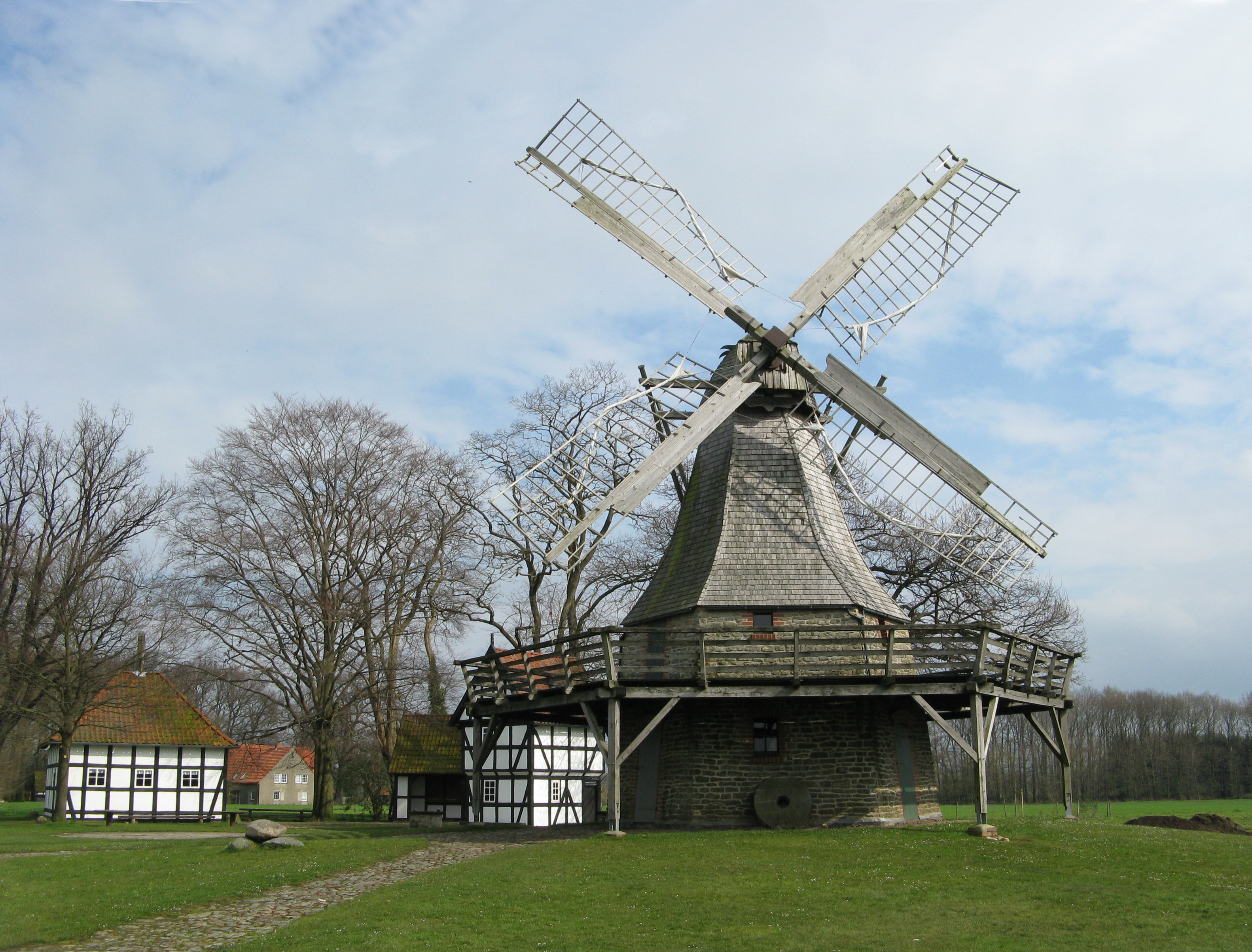
Construction hexagonale d'un Moulin à vent en Allemagne
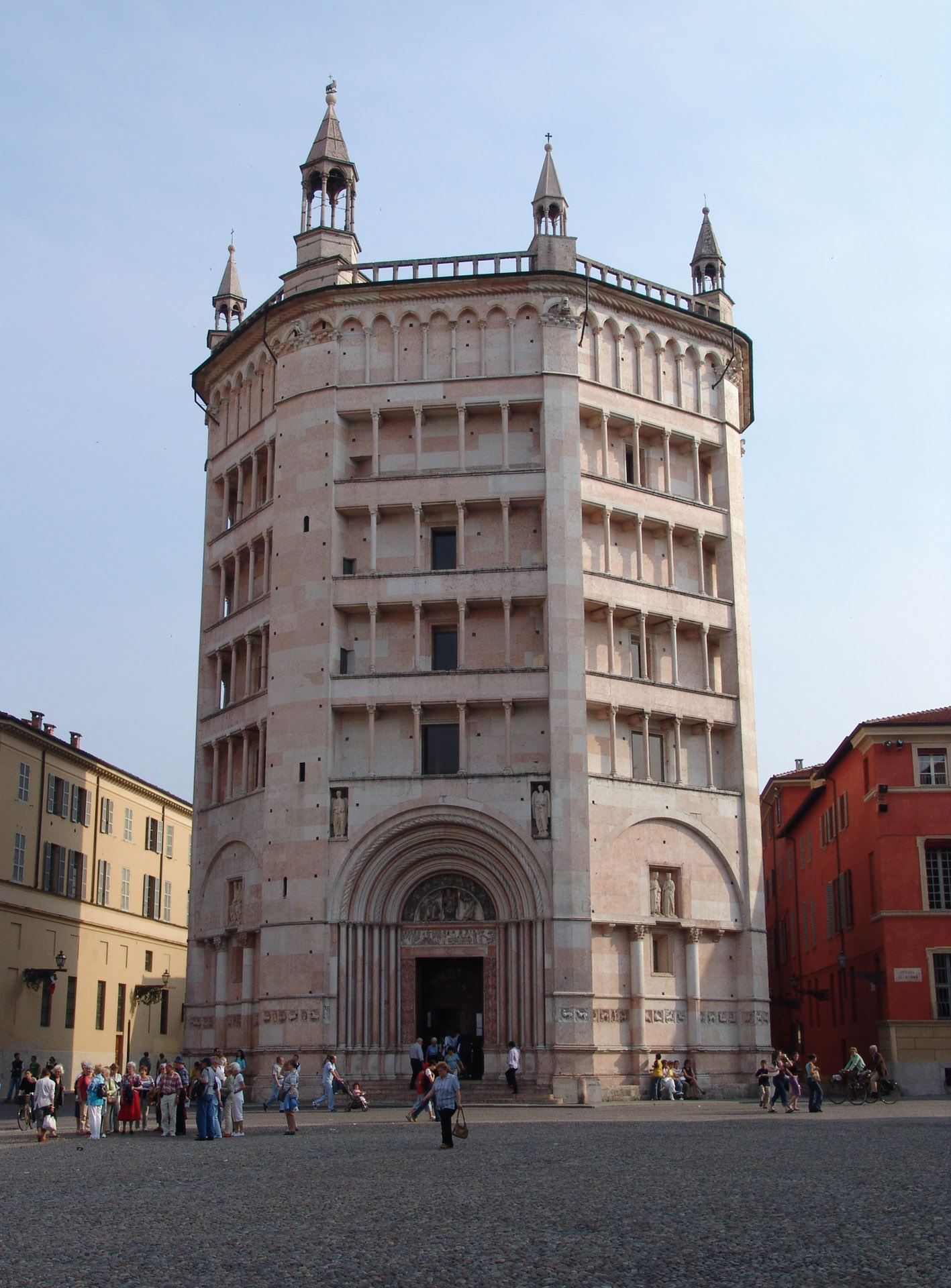
Grand baptistère hexagonal à Parme, en Italie
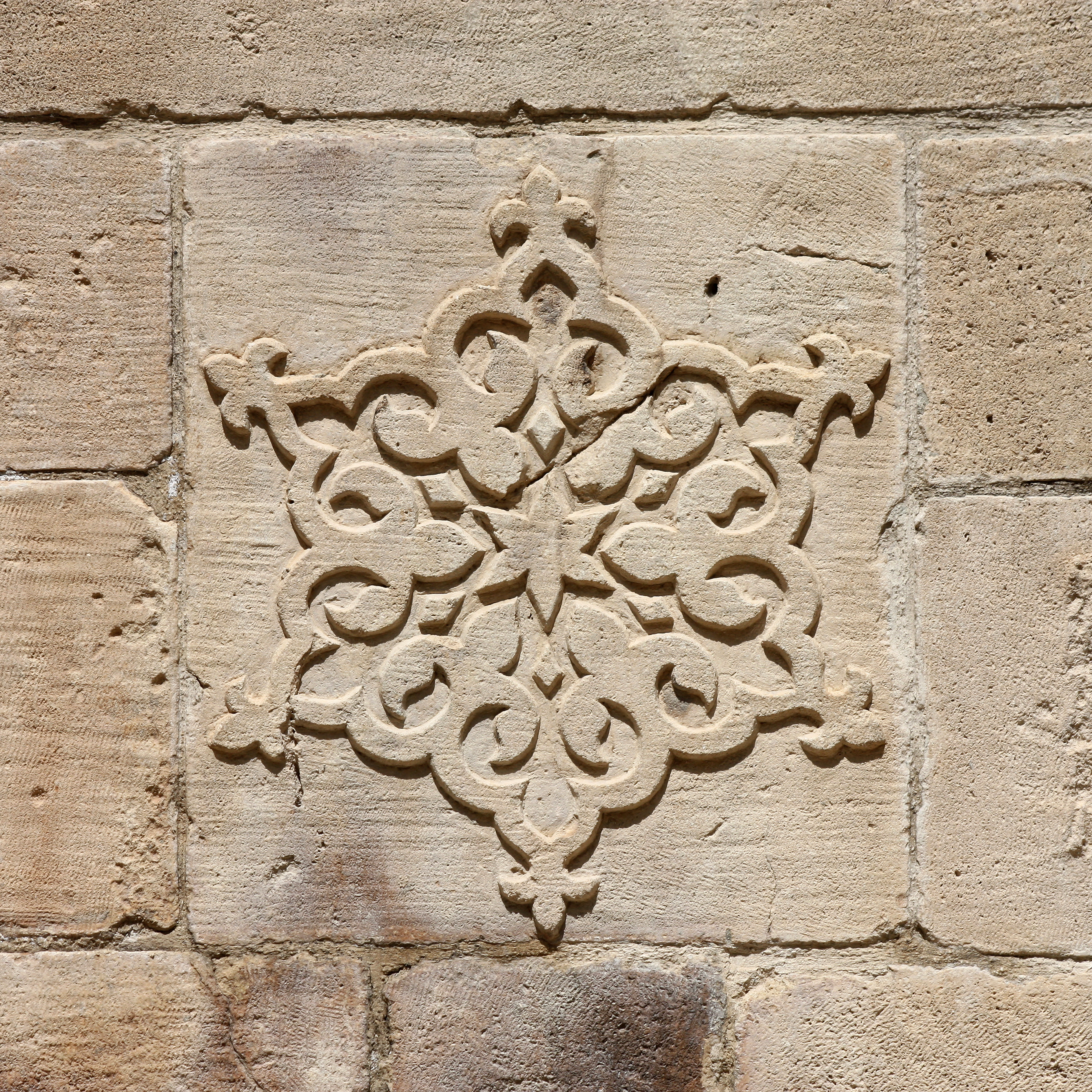
Sculpture à motif hexagonal stylisé sur un mur de la citadelle d'Alep en Syrie
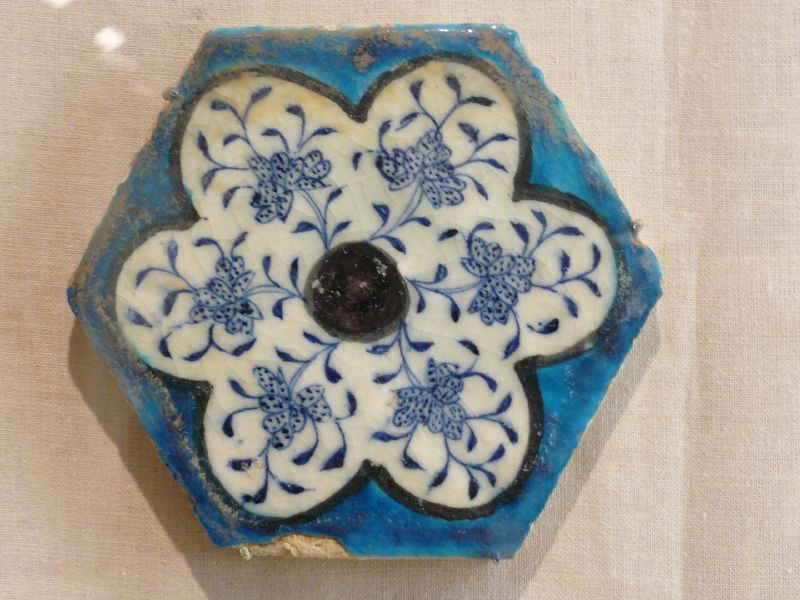
Une céramique hexagonale syrienne peinte à la main
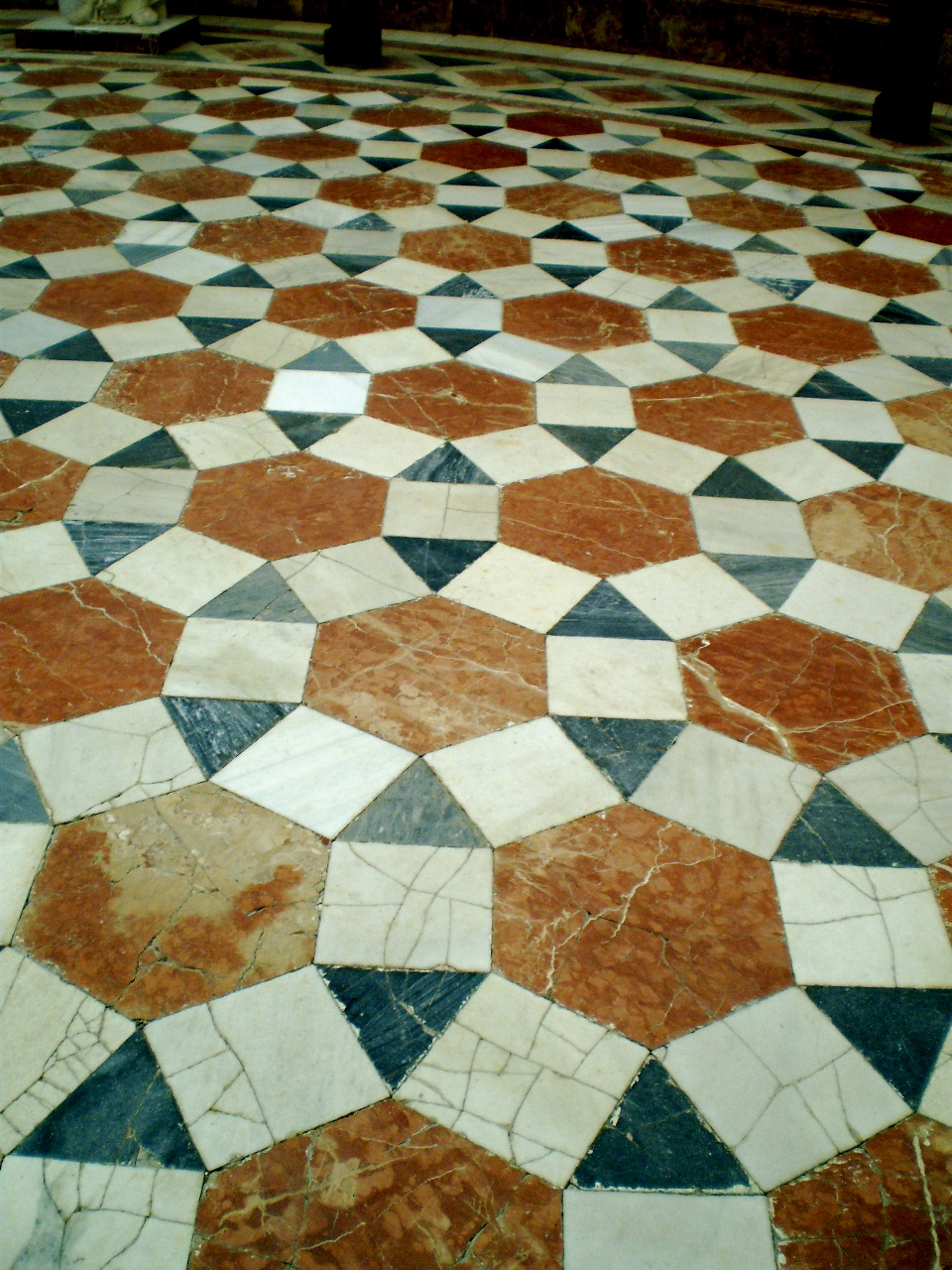
Sol en carrelage d'une église à Séville, en Espagne. Des pavés triangulaires et carrés entourent un pavé hexagonal marron
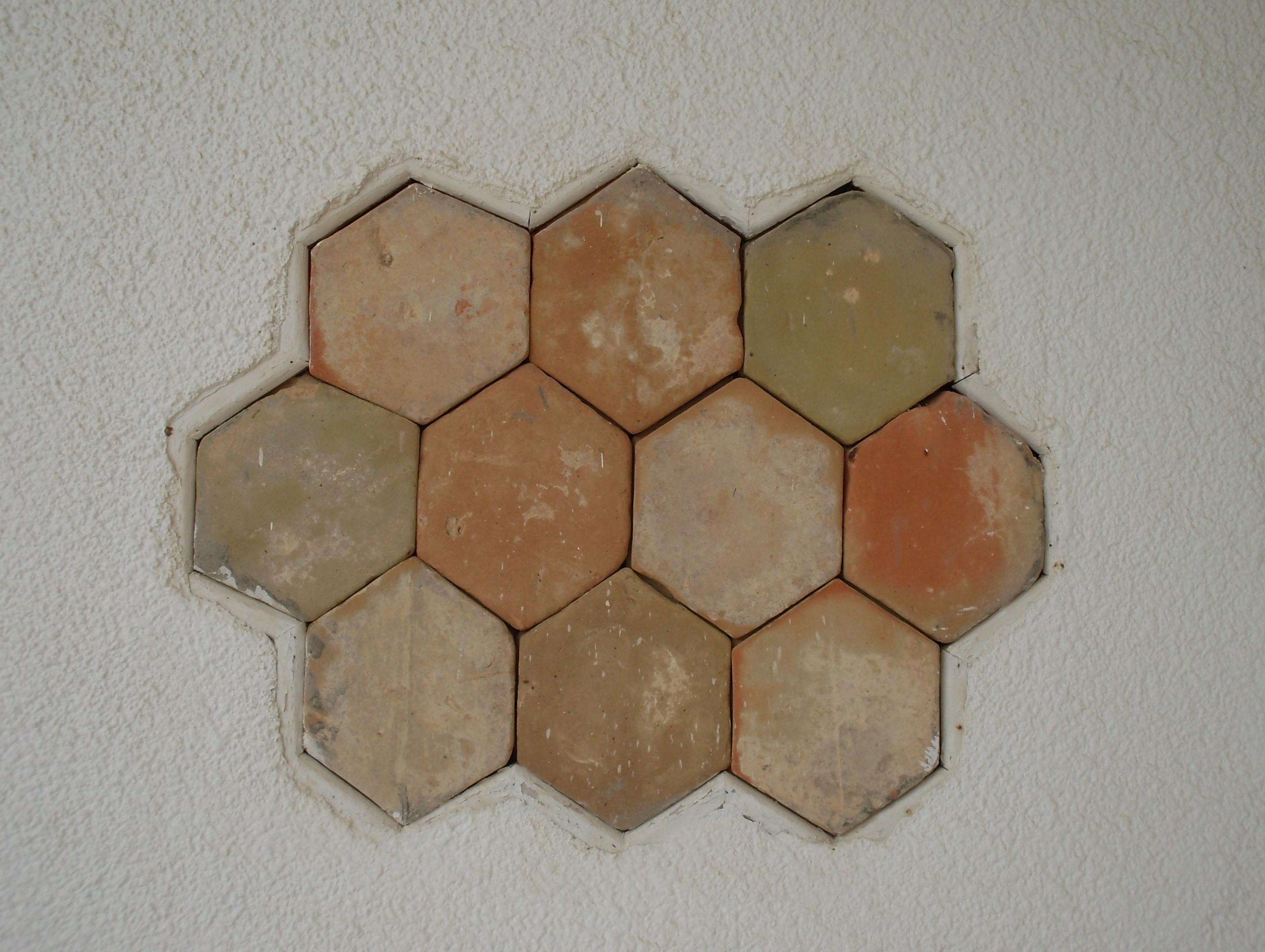
Mur réalisé en briques cuites hexagonales dans le musée de Kerkouane en Tunisie
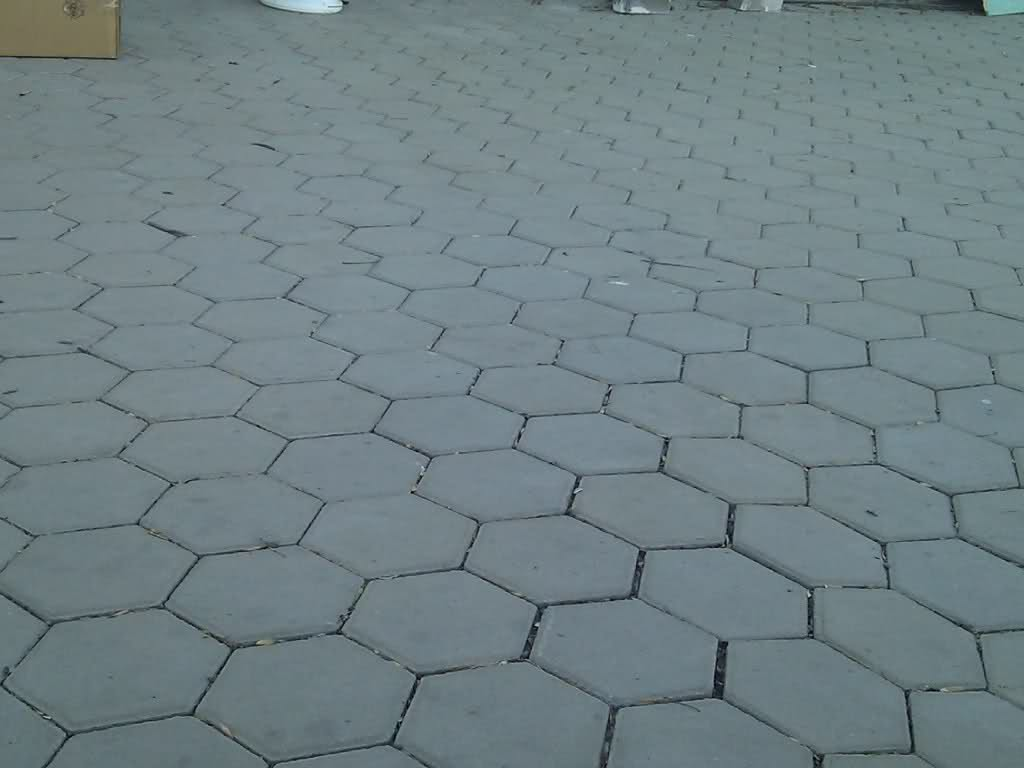
Sol en pavé autobloquant hexagonaux (sans joint) dans la station de métro Knyaginya Maria Luiza à Sofia Metropolitan, en Bulgarie. De même forme, les tomettes sont des carreaux de terre cuite jointoyés.